# Olympische Sommerspiele 1956/Teilnehmer (Uganda)
| Gelbes Symbol für Goldmedaillen mit stilisierten Olympischen Ringen | Graues Symbol für Silbermedaillen mit stilisierten Olympischen Ringen | Braundes Symbol für Bronzemedaillen mit stilisierten Olympischen Ringen |
| ------------------------------------------------------------------- | --------------------------------------------------------------------- | ----------------------------------------------------------------------- |
| —                                                                   | —                                                                     | —                                                                       |

Uganda nahm an den Olympischen Sommerspielen 1956 im australischen Melbourne mit drei Leichtathleten teil.
Es war die erste Teilnahme Ugandas an Olympischen Sommerspielen.

## Ergebnisse der Teilnehmer
- Ben Nduga
100 Meter: Viertelfinale
200 Meter: Vorrunde

- Patrick Etolu
Hochsprung: 12. Platz, 1,96 m

- Lawrence Ogwang
Weitsprung: 27. Platz in der Qualifikation
Dreisprung: mit 14,95 m im Vorkampf (Platz 14) für das Finale qualifiziert; im Finale mit einer Weite von 14,72 m Platz 20 erreicht